# Yukarışölenli, Viranşehir
Yukarışölenli là một xã thuộc huyện Viranşehir, tỉnh Şanlıurfa, Thổ Nhĩ Kỳ. Dân số thời điểm năm 2011 là 309 người.